# Ezequiel Orozco
Ezequiel Francisco Orozco Padilla (ur. 23 listopada 1988 w Los Mochis, zm. 16 marca 2018) – meksykański piłkarz występujący na pozycji napastnika.

## Kariera klubowa
Orozco był wychowankiem drużyny Club Necaxa z siedzibą w mieście Aguascalientes. Do seniorskiej drużyny został włączony jako dwudziestolatek przez szkoleniowca Raúla Ariasa i w meksykańskiej Primera División zadebiutował 22 lutego 2009 w przegranym 2:4 meczu z Cruz Azul. Premierowego gola w najwyższej klasie rozgrywkowej strzelił natomiast 24 kwietnia tego samego roku w zremisowanej 1:1 konfrontacji z San Luis. Na koniec rozgrywek 2008/2009 spadł z Necaxą do drugiej ligi meksykańskiej, lecz on sam ostatecznie pozostał na pierwszym poziomie rozgrywek, na zasadzie rocznego wypożyczenia przechodząc do zespołu Jaguares de Chiapas z siedzibą w Tuxtla Gutiérrez. Tam przez pierwsze sześć miesięcy razem z Oribe Peraltą stworzył podstawowy duet atakujących, lecz podczas drugiego półrocza pozostawał jedynie rezerwowym dla nowego nabytku ekipy, Jacksona Martíneza.
W późniejszym czasie Orozco powrócił do Necaxy, która pod jego nieobecność zdołała ponownie awansować do Primera División, lecz pełnił wyłącznie funkcję rezerwowego, a na koniec rozgrywek 2010/2011 zanotował z tym klubem już drugi spadek na zaplecze najwyższej klasy rozgrywkowej. W wiosennym sezonie Clausura 2013 dotarł ze swoją drużyną do dwumeczu finałowego drugiej ligi meksykańskiej, cały czas rzadko pojawiając się jednak w wyjściowym składzie. W lipcu 2013 został wypożyczony po raz kolejny, tym razem do pierwszoligowego zespołu Atlante FC z miasta Cancún.
| Sezon     | Klub                | Kraj   | Rozgrywki  | Mecze | Bramki |
| --------- | ------------------- | ------ | ---------- | ----- | ------ |
| 2008/2009 | Club Necaxa         | Meksyk | Liga MX    | 5     | 1      |
| 2009/2010 | Jaguares de Chiapas | Meksyk | Liga MX    | 25    | 5      |
| 2010/2011 | Club Necaxa         | Meksyk | Liga MX    | 17    | 1      |
| 2011/2012 | Club Necaxa         | Meksyk | Ascenso MX | 22    | 0      |
| 2012/2013 | Club Necaxa         | Meksyk | Ascenso MX | 14    | 2      |
| 2013/2014 | Atlante FC          | Meksyk | Liga MX    |       |        |